# 쑨샹
쑨샹(중국어 간체자: 孙祥, 정체자: 孫祥, 병음: Sūn Xiáng, 1982년 1월 15일 ~ )은 중국의 전직 축구 선수로 과거 포지션은 미드필더 겸 수비수였다.

## 클럽 경력
2002년부터 2010년까지 상하이 선화 소속으로 161경기 13골을 기록하며 2002년 중국 FA 슈퍼컵 우승, 중국 슈퍼리그 2005 준우승, 중국 슈퍼리그 2006 준우승에 기여했고 2007년에는 네덜란드 에레디비시의 PSV 에인트호번으로 임대 이적하며 2006-07 리그 우승에 일조했으며 2008-09 시즌에는 오스트리아 분데스리가의 아우스트리아 빈에서 활동하며 2008-09년 오스트리아컵 우승을 맛보았다.
그 후 광저우 FC로 이적하여 2014 시즌까지 153경기 3골을 기록하면서 2010년 중국 갑급리그 우승, 중국 슈퍼리그 4연패, 2012년 중국 FA컵 우승, 2013년 중국 FA컵 준우승, 중국 FA 슈퍼컵 2연속 준우승(2013, 2014), 2013년 AFC 챔피언스리그 우승, 2013년 FIFA 클럽 월드컵 4위 등에 성적에 공헌했다.
이후 2015년부터 2016년까지 상하이 하이강에서 60경기를 소화하며 중국 슈퍼리그 2015 준우승, 중국 슈퍼리그 2016 3위의 성적에 기여한 뒤 14년간의 프로 선수 생활을 마감했다.

## 국가대표팀 경력
2002년 중국 A대표팀에 첫 발탁된 이후 자국에서 열린 2004년 AFC 아시안컵 본선에 참가하며 1984년 이후 20년만의 아시안컵 준우승에 일조했다.
그리고 2005년 6월 19일 코스타리카와의 친선 경기에서 국제 A매치 데뷔골을 터뜨렸고 같은 해 7월 31일 개최국 대한민국과의 2005년 동아시아 축구 선수권 대회에서 1득점을 기록하며 팀의 사상 첫 동아시안컵 우승에 물꼬를 틀었다.
이후 2010년 동아시아 축구 선수권 대회에도 참가하여 5년만의 동아시안컵 우승을 맛보았으며 2013년 A매치 통산 69경기 5골의 기록을 남긴 채 국가대표팀 유니폼을 반납했다.

## 수상

### 클럽
상하이 선화
- 중국 슈퍼리그 : 준우승 (2005, 2006)
- 중국 FA 슈퍼컵 : 우승 (2002)

 PSV 에인트호번
- 네덜란드 에레디비시 : 우승 (2006-07)

 아우스트리아 빈
- 오스트리아컵 : 우승 (2008-09)

광저우 FC
- 중국 갑급리그 : 우승 (2010)
- 중국 슈퍼리그 :  우승 (2011, 2012, 2013, 2014)
- 중국 FA컵 : 우승 (2012), 준우승 (2013)
- 중국 FA 슈퍼컵 : 준우승 (2013, 2014)
- 중국 슈퍼컵 : 우승 (2012)
- AFC 챔피언스리그 엘리트 : 우승 (2013)
- FIFA 클럽 월드컵 : 4위 (2013)

상하이 하이강
- 중국 슈퍼리그 : 준우승 (2015), 3위 (2016)

### 국가대표팀
중국
- AFC 아시안컵 : 준우승 (2004)
- EAFF E-1 풋볼 챔피언십 : 우승 (2005, 2010)

### 개인
- 중국 슈퍼리그 올해의 팀 : 2005, 2012
- AFC 챔피언스리그 엘리트 드림팀 : 2013

## 클럽 경력 통계
마지막 업데이트: 2007년 6월 18일
| 시즌  | 팀                 | 국가       | 등급 | 경기수 | 골수 |
| ----- | ------------------ | ---------- | ---- | ------ | ---- |
| 2000  | 상하이 선화        | 중국       | 1    | 0      | 0    |
| 2001  | 상하이 선화        | 중국       | 1    | 0      | 0    |
| 2002  | 상하이 선화        | 중국       | 1    | 25     | 2    |
| 2003  | 상하이 선화        | 중국       | 1    | 25     | 2    |
| 2004  | 상하이 선화        | 중국       | 1    | 20     | 0    |
| 2005  | 상하이 선화        | 중국       | 1    | 22     | 3    |
| 2006  | 상하이 선화        | 중국       | 1    | 15     | 2    |
| 06/07 | PSV 에인트호번     | 네덜란드   | 1    | 5      | 0    |
| 2007  | 상하이 선화        | 중국       | 1    | 2      | 0    |
| 2008  | FK 아우스트리아 빈 | 오스트리아 | 1    | 19     | 2    |
| 2009  | 상하이 선화        | 중국       | 1    | 11     | 2    |
| 2010  | 상하이 선화        | 중국       | 1    | 0      | 0    |
| 2010  | 광저우 헝다        | 중국       | 2    | 14     | 1    |

## 국제 경기 골
| # | 날짜             | 장소                   | 상대           | 점수 | 대회                     |
| - | ---------------- | ---------------------- | -------------- | ---- | ------------------------ |
| 1 | 2005년 6월 19일  | 중국, 창사             | 코스타리카     | 2-2  | 친선 경기                |
| 2 | 2005년 7월 31일  | 대한민국, 대전         | 대한민국       | 1-1  | 2005년 동아시아컵        |
| 3 | 2006년 10월 11일 | 요르단, 암만           | 팔레스타인     | 2-0  | 2007년 AFC 아시안컵 예선 |
| 4 | 2008년 6월 22일  | 오스트레일리아, 시드니 | 오스트레일리아 | 1-0  | 2010년 FIFA 월드컵 예선  |